# (73066) 2002 FV15
2002 أف في 15 (ويعرف أيضًا باسم (73066) 2002 أف في 15 وفق تسمية الكوكب الصغير) (بالإنجليزية: 2002 FV15)‏ هو كويكب ضمن حزام الكويكبات؛ وترتيبه 73066 من حيث الاكتشاف.
اكتُشف هذا الجُرم الفلكي بواسطة تعقب الأجرام القريبة من الأرض في 16 مارس 2002.

## وصلات خارجية
- (73066) 2002 FV15 في قاعدة بيانات مختبر الدفع النفاث لأجرام النظام الشمسي الصغيرة

- الاكتشاف · مخطط المدار ·  العناصر المدارية · المعلمات المادية

- (73066) 2002 FV15 على موقع ويكي سكاي: DSS2, SDSS, GALEX, IRAS, Hydrogen α, X-Ray, Astrophoto, Sky Map, Articles and images